# 2074年1月27日日食
2074年1月27日日食为一次在协调世界时2074年1月27日出現的一次日環食。該次日食食分為0.9798，食甚維持時間2分21秒。

## 概述
這次日食的食分是0.9798，環食維持2分21秒。

## 基本參數
- 類型：日環食
- 食最大地點資料：
  - 日期：2074年1月27日
  - 時間：6時44分15秒
  - 地點：7N 79E
  - 食分：0.9798
  - 日環食持續時間：2分21秒

## 外部連結
- NASA未來日食資料（页面存档备份，存于）
- 可見區域圖和時間統計：由弗雷德·埃斯佩纳克做出的日食預報，NASA/GSFC
  - Google互動地圖呈現的日食範圍
  - 貝塞爾元素